# NGC 6872
NGC 6872, surnommée la galaxie du Condor, est une très vaste galaxie spirale barrée, située dans la constellation du Paon. À ce jour, elle est l'une des plus vastes galaxies de type spirale connues. Sa vitesse par rapport au fond diffus cosmologique est de 4 773 ± 26 km/s, ce qui correspond à une distance de Hubble de 70,4 ± 4,9 Mpc (∼230 millions d'al). NGC 6872 a été découverte par l'astronome britannique John Herschel en 1835.
La classe de luminosité de NGC 6872 est II et elle présente une large raie HI. Elle forme une paire de galaxies en interaction avec sa voisine IC 4970. NGC 6872 fait partie du groupe de galaxies Pavo.
En raison d'une brillance de surface égale à 14,19 mag/am2, on peut qualifier NGC 6872 de galaxie à faible brillance de surface (LSB en anglais pour low surface brightness). Les galaxies LSB sont des galaxies diffuses (D) avec une brillance de surface inférieure de moins d'une magnitude à celle du ciel nocturne ambiant.

## Dimension et interactions

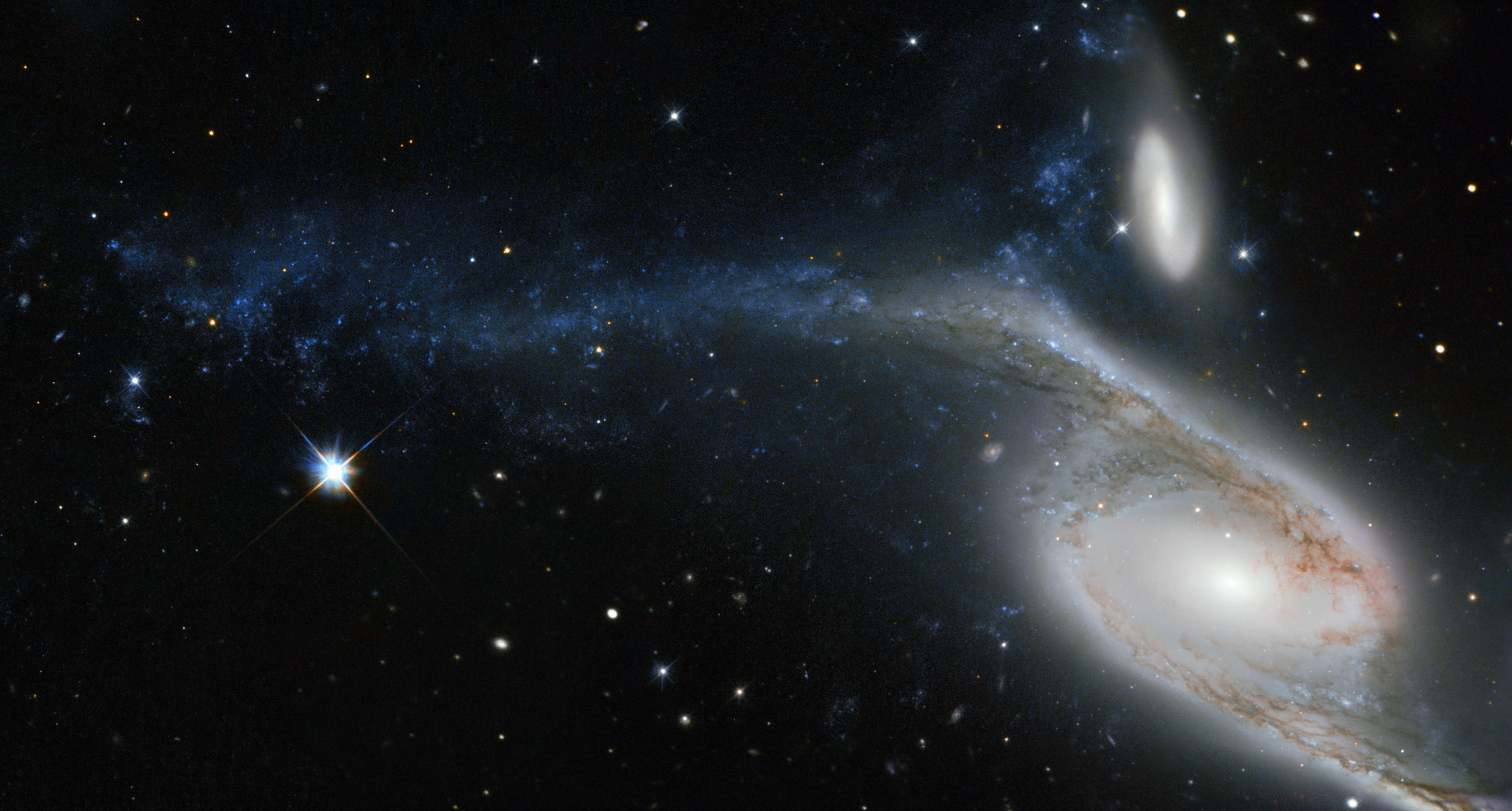
Détails du bras occidental de NGC 6872 par le télescope spatial Hubble. IC 4970 apparaît à droite, au dessus de la galaxie primaire.

NGC 6872 est l'une des galaxies spirales les plus étendues avec une largeur atteignant près de 750 000 années-lumière, d'un bras à l'autre, soit près de cinq fois plus large que la Voie lactée, dont la largeur maximale est estimée à environ 150 000 années-lumière. On pense que NGC 6872 doit cette mensuration à IC 4970 avec laquelle elle est en interaction gravitationnelle. La distance de Hubble d'IC 4970 est d'ailleurs de 69,1 ± 4,9 Mpc (∼225 millions d'al), ce qui appuie cette hypothèse. Sa morphologie serait plus en particulier due à la suite de leur approche la plus proche, il y a environ 130 millions d'années.
Les queues de marée de NGC 6872 ont un âge inférieur à 150 millions d'années. À leurs extrémités sont observés de grands amas d'étoiles qui semblent se détacher de la galaxie. On pense que les plus massifs d'entre eux pourraient à long terme devenir des galaxies naines dites ultra-compactes. Cette hypothèse est davantage renforcée avec la découverte en 2013, par le télescope spatial GALEX, d'une potentielle galaxie naine à l'extrémité du bras occidental de NGC 6872,.

### Interaction possible avec NGC 6876
NGC 6872 pourrait bien également interagir avec NGC 6876 qui est située au sud-est (voir l'image DSS de l'encadré à droite). Une traînée d’émission de rayons X d'une longueur égale à environ 90,0 kpc (∼294 000 al), ce qui en fait l’une des plus longues traînées de rayons X connues, est observée entre les deux galaxies. On pense cependant qu'elle serait causée par le mouvement à grande vitesse de NGC 6872 à travers le noyau, plus dense, du groupe de galaxies Pavo dans lequel elle se situe,, ce qui est d'autant plus probable que NGC 6876 est passablement plus rapprochée de nous, à une distance de 58,5 ± 4,1 Mpc (∼191 millions d'al).